# Fonometr
Fonometr – przyrząd pomiarowy służący do pomiaru natężenia dźwięku. Fonometr jest złożony z mikrofonu oraz z wskazującego bądź rejestrującego układu pomiarowego.